# Agrypon hakusense
Agrypon hakusense är en stekelart som beskrevs av Tohru Uchida 1958. Agrypon hakusense ingår i släktet Agrypon och familjen brokparasitsteklar. Inga underarter finns listade i Catalogue of Life.